# Nieuwland (Vijfheerenlanden)
Nieuwland (51° 54′ N, 5° 01′ L) é uma cidade dos Países Baixos, na província de Utrecht. Nieuwland (Vijfheerenlanden) pertence ao município de Vijfheerenlanden, e está situada a 8 km, a norte de Gorinchem.
Em 2001, a cidade de Nieuwland tinha 453 habitantes. A área urbana da cidade é de 0.078 km², e tem 165 residências.
A área de Nieuwland, que também inclui as partes periféricas da cidade, bem como a zona rural circundante, tem uma população estimada em 780 habitantes.